# Gulstreckad lori
Gulstreckad lori (Chalcopsitta scintillata) är en fågel i familjen östpapegojor inom ordningen papegojfåglar.

## Utseende och läte
Gulstreckad lori är en relativt stor lori med huvudsakligen grön fjäderdräkt, medellång och rundad stjärt med rött undertill samt rött även på lår och i pannan. På flygande fåglar i sydvästra delen av utbredningsområdet syns tydligt rött på främre delen av vingen. Den liknar svartlorin, men uppvisar olikt denna en grön, streckad fjäderdräkt. Mörk lori är mindre med mindre huvud, röd näbb och gult i vingen. Lätet är ett vasst och ljudligt "chikeek!".

## Utbredning och systematik
Gulstreckad lori delas in i två underarter med följande utbredning:
- Chalcopsitta scintillata rubrifronsi – förekommer på Aruöarna
- Chalcopsitta scintillata scintillata – södra Nya Guinea (Triton Bay till nedre Fly River)
- Chalcopsitta scintillata chloroptera – övre Fly River till sydöstra Papua New Guinea

## Levnadssätt
Gulstreckad lori hittas i låglänta skogar och halvöppna områden. Den uppträder ofta i par och ses lättast i flykten.

## Status och hot
Arten har ett stort utbredningsområde, men tros minska i antal, dock inte tillräckligt kraftigt för att den ska betraktas som hotad. Internationella naturvårdsunionen IUCN listar arten som livskraftig (LC).